# غرافتون (تشيشير)
غرافتون (بالإنجليزية: Grafton, Cheshire)‏ هي قرية وأبرشية مدنية تقع في المملكة المتحدة في إنجلترا. يقدر عدد سكانها بـ 3 نسمة .